# Reute
Reute este un oraș în Elveția.